# Molenhoek
Pour les articles homonymes, voir Molenhoek (homonymie).
Molenhoek est un village situé dans les communes néerlandaises de Heumen et de Mook en Middelaar, à cheval dans les provinces du Gueldre et du Limbourg néerlandais. Le 1er janvier 2005, le village comptait 3 659 habitants.